# Reign
Reign (en español: El Reino) es una serie de televisión estadounidense de ficción histórica creada por Stephanie SenGupta y Laurie McCarthy, basada en las primeras hazañas de María Estuardo. La serie fue estrenada el 17 de octubre de 2013 en The CW, y concluyó el 16 de junio de 2017 tras cuatro temporadas. El reparto principal consiste en actores norteamericanos, australianos y británicos.

## Sinopsis
La historia comienza en 1557 cuando María, Reina de Escocia (Adelaide Kane), tiene que partir del convento en el que vivía hacia Francia, para contraer matrimonio con Francisco II de Francia (Toby Regbo) y así sellar una alianza entre los dos países y poder combatir a Inglaterra, que amenaza con invadir Escocia. Al llegar a Francia, María se reencuentra con sus mejores amigas: Greer (Celina Sinden), Lola (Anna Popplewell), Kenna (Caitlin Stasey) y Aylee (Jenessa Grant), quienes también son sus damas de compañía.
A medida que pasan los días, María comienza a notar que las cosas no van tan bien con Francisco como ella creía, ya que éste no está seguro de contraer matrimonio con ella; pero pronto la situación cambia cuando él comienza a enamorarse profundamente de ella.
Cuando María llega al castillo le empiezan a suceder cosas extrañas, pero una joven que no conoce le comienza a alertar cuando está en peligro, la ayuda y le dice que hay personas dentro del castillo que la quieren alejar de Francisco. Una de ellas es la Reina Catalina de Médici de Francia (Megan Follows), madre de Francisco, luego de que su amigo Nostradamus (Rossif Sutherland) le dijese que había tenido una visión en donde Francisco moría por culpa de su matrimonio con María.
En el castillo, María conoce a Sebastian "Bash" (Torrance Coombs), el hijo bastardo de rey Enrique II de Francia (Alan Van Sprang)  y medio hermano mayor de Francisco. Bash es el hijo favorito del rey, quien comienza a enamorarse de ella.

## Personajes

### Personajes principales
| Actor                            | Personaje                                  | N.º de episodios | Duración                | Estado |
| -------------------------------- | ------------------------------------------ | ---------------- | ----------------------- | ------ |
| Adelaide Kane                    | María Estuardo, Reina de Escocia           | 78               | 2013 - 2017             |        |
| Toby Regbo                       | Francisco II de Francia                    | 51               | 2013 - 2017             |        |
| Megan Follows                    | Catalina de Medici, Reina Viuda de Francia | 78               | 2013 - 2017             | -      |
| Celina Sinden                    | Greer Norwood de Kinross                   | 70               | 2013 - 2017             | -      |
| Jonathan Keltz                   | Leith Bayard                               | 51               | 2013 - 2017             | -      |
| Craig Parker                     | Lord Stéphane Narcisse                     | 56               | 2014 - 2017             | -      |
| Rose Williams                    | Claudia, Princesa de Francia               | 50               | 2014 - 2017             | -      |
| Rachel Skarsten                  | Reina Isabel de Inglaterra                 | 35               | 2015 - 2017             | -      |
| Spencer MacPherson Peter DaCunha | Carlos IX de Francia                       | 30 4             | 2015 - 2017 2013 - 2014 | -      |
| Dan Jeannotte Joe Doyle          | Jacobo Estuardo, primer conde de Moray     | 18 1             | 2016 - 2017 2014        | -      |
| Jonathan Goad                    | John Knox                                  | 18               | 2016 - 2018             | -      |

### Personajes recurrentes
| Actor                                           | Personaje                                | N.º de episodios | Duración              |
| ----------------------------------------------- | ---------------------------------------- | ---------------- | --------------------- |
| Adam Croasdell                                  | Bothwell                                 | 10               | 2017                  |
| Nola Augustson                                  | Lady Margaret Douglas, Condesa de Lennox | 9                | 2017                  |
| Steve Lund                                      | Luc Narcisse                             | 8                | 2017                  |
| Nick Slater Tomaso Sanelli Jackson Hodge-Carter | Enrique III de Francia                   | 7 1 2            | 2017 2016 2013 - 2014 |
| Anastasia Phillips Caoimhe O'Malley             | Reina Elizabeth "Leeza" de España        | 7 1              | 2017 2013             |
| Andrew Shaver                                   | David Rizzio                             | 7                | 2017                  |
| Claire Hunter                                   | Emily Knox                               | 6                | 2017                  |
| Steve Byers                                     | Archiduque Ferdinand                     | 5                | 2017                  |
| Rebecca Liddiard                                | Princesa Margaret "Margot" de Valois     | 1                | 2017                  |
| Jake Foy                                        | Rey Jacobo VI de Escocia                 | 1                | 2017                  |
| Catherine Bérubé                                | Emmanuelle                               | 1                | 2017                  |

### Antiguos personajes principales
| Actor           | Personaje                              | Episodios | Duración    | Estado | Causa                                                                    |
| --------------- | -------------------------------------- | --------- | ----------- | ------ | ------------------------------------------------------------------------ |
| Adelaide Kane   | María Estuardo, Reina de Escocia       | 78        | 2013 - 2017 | Muerta | decapitada                                                               |
| Torrance Coombs | Sebastian "Bash" de Poitiers           | 62        | 2013 - 2016 | Vivo   | se fue para unirse a los druidas y perfeccionar sus poderes              |
| Anna Popplewell | Lady Lola Narcisse                     | 62        | 2013-2016   | Muerta | decapitada por la reina Isabel por hacer un fallido intento de asesinato |
| Toby Regbo      | Francisco II de Francia                | 50        | 2013 - 2016 | Muerto | es asesinado por unos mercenarios                                        |
| Caitlin Stasey  | Lady Kenna de Poitiers                 | 44        | 2013 - 2015 | Viva   | se va después de que Bash la dejara                                      |
| Ben Geurens     | Gideon Blackburn, Embajador Inglés     | 29        | 2015 - 2017 | Muerto | envenenado por Narcisse para vengar la muerte de Lola                    |
| Alan Van Sprang | Enrique II de Francia                  | 24        | 2013 - 2015 | Muerto | es asesinado por Francis                                                 |
| Sean Teale      | Louis, Príncipe de Condé               | 22        | 2014 - 2015 | Vivo   | es rescatado por el rey Antoine después de que es atacado por María      |
| Charlie Carrick | Robert Dudley, 1.er Conde de Leicester | 17        | 2015 - 2016 | -      | -                                                                        |
| Will Kemp       | Henry Stuart, Lord Darnley             | 16        | 2017        | Muerto | estrangulado por Bothwell                                                |
| Jenessa Grant   | Lady Aylee                             | 8         | 2013        | Muerta | es asesinada por Clarissa                                                |

### Antiguos personajes recurrentes
| Actor               | Personaje                              | Episodios | Duración            | Estado | Causa                                                         |
| ------------------- | -------------------------------------- | --------- | ------------------- | ------ | ------------------------------------------------------------- |
| Rossif Sutherland   | Nostradamus                            | 20        | 2013 - 2015         | Vivo   | dejó el servicio del rey para ser libre                       |
| Michael Therriault  | Aloysius, Lord Castleroy               | 12        | 2013-2014,2016,2017 | Vivo   | dejó a Greer luego de enamorarse de otra                      |
| Alexandra Ordolis   | Delfina la curandera                   | 11        | 2015 - 2016         | Muerta | asesinada por Christophe luego de reconocerlo                 |
| Ann Pirvu           | Nicole                                 | 9         | 2017                | Muerta | asesinada por Elizabeth y Emmanuelle                          |
| Katie Boland        | Clarissa Delacroix                     | 8         | 2013 - 2015         | Muerta | envenenada por Bash                                           |
| Sara Garcia         | Keira                                  | 8         | 2017                | -      | -                                                             |
| Ben Aldridge        | Antoine, Rey de Navarre                | 7         | 2014 - 2015         | Vivo   | -                                                             |
| Yael Globglas       | Olivia D'Amencourt                     | 7         | 2013 - 2014         | Viva   | -                                                             |
| Nathaniel Middleton | Christophe                             | 7         | 2015 - 2016         | Muerto | asesinado por Bash                                            |
| Megan Hutchings     | Jane                                   | 7         | 2017                | Muerta | asesinada por Elizabeth por envenenar a Gideon                |
| Ava Preston         | Henriette, Princesa de Francia         | 6         | 2014 - 2015         | Muerta | asesinada por Diana al sofocarla cuando era bebé              |
| Tom Everett Scott   | William Cecil, 1er. Barón de Burghley  | 6         | 2015                | Vivo   | huyó después de que Elizabeth descubriera que la amaba        |
| Mark Ghanimé        | Don Carlos, Príncipe de España         | 5         | 2015 - 2017         | -      | -                                                             |
| Madison Oldroyd     | Emone, Princesa de Francia             | 5         | 2014 - 2015         | Muerta | asesinada por Diana al sofocarla cuando era bebé              |
| Giacomo Gianniotti  | Remy                                   | 5         | 2014                | Vivo   | -                                                             |
| Anna Walton         | Diana de Poitiers                      | 5         | 2013 – 2015         | Muerta | asesinada por Catherine al saber que había matado a sus hijas |
| Nick Lee            | Nicholas, Embajador Inglés             | 5         | 2015                | Vivo   | -                                                             |
| Vince Nappo         | General Renaude                        | 5         | 2015                | Muerto | ejecutado por traicionar al rey Francis                       |
| Clara Pasieka       | Amy Dudley                             | 5         | 2015                | Muerta | se suicidó al saltar del balcón para culpar a su esposo       |
| Gil Darnell         | Christian, Duque de Guise              | 4         | 2014 - 2015         | Muerto | asesinado por órdenes de Antoine de Navarre                   |
| Amy Brenneman       | Mary de Guise, Reina de Escocia        | 3         | 2014 - 2015         | Muerta | murió después de que Delphine reviviera a Francis             |
| Lewis Kirk          | Martel de Guise                        | 3         | 2016, 2017          | -      | -                                                             |
| Luke Roberts        | Lord Simon Westbrook                   | 2         | 2013                | Vivo   | -                                                             |
| Manolo Cardona      | Príncipe Tomás de Portugal             | 2         | 2013                | Muerto | asesinado por Francis luego de que intentara matarlo          |
| Shawn Doyle         | Claude de Guise, Duque de Aumale       | 2         | 2013                | Vivo   | -                                                             |
| Ashley Charles      | Colin McPhail                          | 2         | 2013                | Muerto | asesinado por los guardias de Catalina, bajo sus órdenes      |
| Sarah Winter        | Yvette Castleroy                       | 2         | 2014                | Muerta | envenenada por Éduard Narcisse                                |
| Richard De Klerk    | Fadrique de Toledo, 4to. Duque de Alba | 2         | 2016                | -      | -                                                             |
| Jordan Lee          | Rey Philip II de España                | 1         | 2013                | Vivo   | -                                                             |
| Greg Bryk           | Vizconde Richard Delacroix             | 1         | 2014                | Muerto | asesinado por Henry                                           |
| Brendan Cox         | Francis III, Duque de Bretaña          | 1         | 2014                | Muerto | fue envenenado por su hermano Henry                           |
| Jonathan Higgins    | Ferdinand I, Archiduque de Bohemia     | 1         | 2014                | Vivo   | -                                                             |
| Adam Langton        | Joseph Tudor                           | 1         | 2016                | Muerto | ejecutado por Elizabeth                                       |
| Kjartan Hewitt      | Éduard Narcisse                        | 1         | 2014                | Muerto | asesinado durante la peste por órdenes de María de Escocia    |
| Thor Knai           | Conde Philipe Nardin                   | 1         | 2014                | Vivo   | -                                                             |
| Geordie Johnson     | Bartos                                 | 1         | 2014                | Muerto | asesinado por Lola                                            |
| Michael Aronov      | Conde Vincent de Nápoles               | 1         | 2013                | Muerto | murió luego de ser acuchillado por Mary                       |
| Shauna MacDonald    | Hortenza de' Medici                    | 1         | 2014                | Muerta | decapitada bajo las órdenes de Mary                           |
| Tahmoh Penikett     | John Prevo                             | 1         | 2014                | Vivo   | -                                                             |

## Episodios
| Temporada | Temporada | Episodios | Episodios | Emisión original        | Emisión original    |
| Temporada | Temporada | Episodios | Episodios | Primera emisión         | Última emisión      |
| --------- | --------- | --------- | --------- | ----------------------- | ------------------- |
|           | 1         | 22        | 22        | 17 de noviembre de 2013 | 15 de mayo de 2014  |
|           | 2         | 22        | 22        | 2 de octubre de 2014    | 14 de mayo de 2015  |
|           | 3         | 18        | 18        | 9 de octubre de 2015    | 20 de junio de 2016 |
|           | 4         | 16        | 16        | 8 de febrero de 2017    | 16 de junio de 2017 |

## Recepción
La respuesta al programa fue mixta, con varios críticos destacando el enfoque del programa en el romance y el drama adolescente en lugar de la exactitud histórica. Un número de críticos lo compararon con Gossip Girl, con énfasis similar en la moda, el drama y las travesuras de la telenovela. La crítica del piloto por The New York Times describió a Reign como un potente candidato a un "camp classic", llamándolo divertido y reconociendo sus imprecisiones históricas. El crítico de The A.V. Club describió el show como más "una fanficción de un universo alternativo que cualquier cosa que pretenda acercarse a la historia", llamando al show camp y divertido. The Miami Herald describió los episodios de apertura del programa como "sorprendentemente entretenidos", con la representación de Adelaide Kane de María como "una adolescente con la conciencia de que sus caprichos reales pueden tener inesperadamente consecuencias sombrías ofreciendo una interesante toma de la tradicional historia del coming-of-age". La crítica de Flavorwire describió al show como el "deseo fantástico de la realización de la princesa", un placer culpable que se relaja para mirar, y que su imprecisión histórica está a su ventaja: "Hay algo sobre el abandono de toda pretensión de la autenticidad que da a esta historia de una ligereza que necesita mucho, una seriedad muerta no es algo que juega todo lo que bien en este momento". Community Voices destacó a Reign como una interesante salida de otros programas de The CW, pero lo describieron como atascado en una rutina, lo que dificulta mantener un show que "se basa en una premisa binaria: o Mary y Francis se están uniendo o bien se están alejando". Una crítica de The Los Angeles Times fue más dura, diciendo que "sexed-up version of high school with horses" show "does not deserve" its main character, who is described as a "The Princess Diaries knock-off", pero reconoció que el programa es autoconsciente de su posición como un placer culpable. USA Today también es crítico, describiendo el show como anacrónico y "dumbing down" de la historia por el bien de entretenimiento.

### Premios y nominaciones
| Año  | Premio                          | Categoría                                                                                      | Nominado(s)                                                | Resultado | Refs   |
| ---- | ------------------------------- | ---------------------------------------------------------------------------------------------- | ---------------------------------------------------------- | --------- | ------ |
| 2014 | Hollywood Post Alliance Awards  | Outstanding Color Grading – Television                                                         | "Pilot" David Cole – Modern VideoFilm                      | Ganador   | [ 37 ] |
| 2014 | The Joey Awards                 | Young Actress age 9 or younger in a TV Series Drama or Comedy Guest Starring or Principal Role | Vanessa Carter                                             | Nom       | [ 38 ] |
| 2014 | Teen Choice Awards              | Breakout Show                                                                                  | Reign                                                      | Nom       | [ 39 ] |
| 2014 | Teen Choice Awards              | Female Breakout Star                                                                           | Adelaide Kane                                              | Nom       | [ 39 ] |
| 2014 | Teen Choice Awards              | Male Breakout Star                                                                             | Toby Regbo                                                 | Nom       | [ 39 ] |
| 2014 | Monte-Carlo Television Festival | Outstanding Actor in a Drama Series                                                            | Torrance Coombs                                            | Nom       |        |
| 2014 | Monte-Carlo Television Festival | Outstanding Actress in a Drama Series                                                          | Adelaide Kane                                              | Nom       |        |
| 2014 | People's Choice Awards          | Favorite New TV Drama                                                                          | Reign                                                      | Ganador   | [ 40 ] |
| 2015 | Golden Maple Awards             | Best Actor in a TV series broadcast in US                                                      | Torrance Coombs & Jonathan Keltz                           | Nom       | [ 41 ] |
| 2015 | Canadian Screen Awards          | Best Achievement in Make-Up                                                                    | "Consummation" Jenny Arbour, Linda Preston                 | Nom       | [ 42 ] |
| 2015 | Canadian Screen Awards          | Shaw Media Award for Best Performance by an Actress in a Continuing Leading Dramatic Role      | Megan Follows                                              | Nom       | [ 42 ] |
| 2016 | Canadian Screen Awards          | Best Production Design or Art Direction in a Fiction Program or Series                         | "Acts of War" Phillip Barker, Robert Hepburn, Brad Milburn | Nom       | [ 43 ] |
| 2016 | Canadian Screen Awards          | Shaw Media Award for Best Performance by an Actress in a Continuing Leading Dramatic Role      | "Three Queens" Megan Follows                               | Nominado  | [ 43 ] |

## Otros medios

### Novelas
Las novelas basadas en la serie autor de Lily Blake han sido publicadas por Little, Brown Books for Young Readers.
| Título            | Publicado                | Tipo                   | ISBN                   |
| ----------------- | ------------------------ | ---------------------- | ---------------------- |
| La oscuridad sube | 20 de mayo de 2014       | Historia corta digital | ISBN 978-0-316-29611-3 |
| La profecía       | 23 de septiembre de 2014 | Novela                 | ISBN 978-0-316-33459-4 |
| El embrujo        | 9 de diciembre de 2014   | E-Novella              | ISBN 978-0-316-33455-6 |
| Histeria          | 12 de mayo de 2015       | Novela                 | ISBN 978-0-316-33462-4 |

## Producción

### Concepción
En febrero de 2013, The CW anunció la orden de un piloto para una serie de televisión basada en la vida de Mary, Queen of Scots, creada por Stephanie Sengupta y Laurie McCarthy, y producida por CBS Studios. Parte de la razón McCarthy eligió a Mary Stuart como el tema es debido a su historia de vida y múltiples maridos, lo que hace su historia "más sexy". El piloto fue dirigido por Brad Silberling, con Sengupta y McCarthy como guionistas y directores ejecutivos; Sengupta dejó el equipo en mayo de 2013, dejando a Laurie McCarthy como la única showrunner. En l 9 de febrero de 2013 se anunció que la actriz australiana Adelaide Kane interpretaría el papel principal .
En entrevistas anteriores al estreno, la showrunner McCarthy describe el espectáculo tomando como deliberadamente libertades con la historia, y que es más "entretenimiento" que la historia original mientras que la actriz Anna Popplewell se refirió a la serie como una "historia de fantasía", la exploración de los personajes de hipotética situaciones. La actriz Megan Follows describió el espectáculo como "24 para el pre-renacimiento", ya que el espectáculo tiende a extender los acontecimientos históricos durante un período de tiempo más largo. McCarthy agregó que el espectáculo está diseñado para ser interesante para una audiencia contemporánea, por lo que los espectadores que no están familiarizados con la historia será capaz de ver y relacionarse con los personajes. Entre las opciones creativas está el uso de la música moderna en la banda sonora del show, y sus trajes. Los trajes de la serie están diseñados por Meredith Markworth-Pollack, quien trabajó en otras series de Hart of Dixie y Gossip Girl, que crearon un aspecto diferente de María y sus damas, cada uno para complementar sus diferentes personalidades. Las damas: Lola, Kenna, Greer, y Aylee, se basa libremente en Mary Beaton, Mary Seton, Mary Fleming, y Mary Livingston que eran damas de honor a Mary, Queen of Scots.

### Casting
Kane realizó una audición cuando estaba filmando un papel recurrente en la tercera temporada de la serie de televisión de MTVTeen Wolf. Cuando Kane obtuvo el papel, los escritores de Teen Wolf escribieron su personaje para que se fuera del programa. Kane es parte escocesa en ambos lados de su madre y padre, y es posiblemente un descendiente de la verdadera Mary, Queen of Scots a través de su madre. Kane hizo la investigación sobre el historia de Mary Stuart en la preparación para el papel. Toby Regbo fue elegido como Dauphin Francis antes del 1 de marzo de 2013, y la recién llegada británica Celina Sinden fue elegida como la dama de honor de Mary Greer en esa fecha. Torrance Coombs fue anunciado había sido elegido como Sebastian, uno de los personajes principales, en marzo de 2013. Sebastian es un personaje original creado para el show, por lo que Coombs no tuvo tanta investigación en preparación para el papel, aunque se enfrentó al desafío de cambiar su interpretación de la de The Tudors, otra serie histórica que había participado. Alan Van Sprang, Alan Van Sprang, quien fue elegida como Enrique II de Francia, modeló su rendimiento después de Bill Clinton. En noviembre de 2013, Amy Brenneman fue anunciada que fue elegida para dar vida a la madre de Mary Stuart, Mary de Guise, un papel que inicialmente fue a la compañera de Brenneman, Kate Walsh, que fue incapaz de comprometerse debido a conflictivos compromisos de rodaje. El 10 de marzo de 2015, se anunció que Rachel Skarsten ha sido elegida como la Reina Elizabeth, un papel que debutó en el final de la segunda temporada y pasó a convertirse en un regular en la tercera temporada. La showrunner McCarthy describió la adición de Elizabeth como la ampliación del alcance de la serie, y que será parte de la temporada tres, que se centran en las tres reinas del programa.

### Rodaje
Gran parte de la filmación de la primera temporada tuvo lugar en Toronto, Canadá y la República de Irlanda.
La tercera y cuarta temporada también fueron filmadas en gran parte en Toronto. Rockwood Conservation Area cerca de Guelph, Ontario y Parkwood Estate en Oshawa, también se han utilizado para imitar el siglo XVI de Escocia para la producción del espectáculo.

### Edición de contenido sexual
El piloto del programa fue distribuido el 20 de mayo de 2013 a los anunciantes y críticos para la promoción y para generar el bombo. El piloto fue editado antes de su última emisión el 13 de octubre, recortando el contenido sexual de la escena donde Kenna se masturba después de presenciar una ceremonia de ropa de cama. Un episodio posterior de la temporada, 1.13 "La Consumación", tiene dos versiones: un corte en el aire para la transmisión de televisión, y una versión en línea de streaming con contenido sexual adicional que se puso a disposición en el sitio web de The CW pocas horas después. Esta acción fue criticada por el Consejo de Televisión de Padres por poner contenido sexual en línea "donde presumiblemente los niños serán capaces de verlos sin capacidad de clasificación o bloqueo".